# Sony SLT-A57
Sony SLT-A57 (Sony α57) — цифровой системный зеркальный фотоаппарат со сменным объективом и полупрозрачным зеркалом семейства SLT компании «Сони», представленный 13 марта 2012 года. Камера получила награды: TIPA, EISA (European SLR Camera) 2012—2013 гг.

## Описание
Является заменой модели A55, получил от A65 более крупный корпус и систему автофокусировки, но лишился встроенного GPS-приёмника.
Преимущества технологии полупрозрачного неподвижного зеркала обеспечивают быструю автофокусировку при видеосъёмке в камерах начального уровня.
A57 должен был поступить в продажу в апреле 2012 года, рекомендованная на тот момент стоимость — 700 долларов США за версию без объектива и 800 долларов — с объективом 18-55 мм. Основными конкурентами фотоаппарата являются «Nikon D5100» и «Canon EOS 600D».

## Основные отличия от «Sony SLT-A55»
- Диапазон светочувствительности ISO 100-16000, расширяется до 25600 (ранее ISO 100-12800);
- Скорость серийной съемки до 12 кадров в секунду ценой снижения разрешения до 8 Мп — вырезается центральная часть кадра, или 10 кадр/с при обычном размере в 16 Мп (у Sony A55 10 кадров в секунду);
- Более емкий аккумулятор «NP-FM500H» (у Sony A55 использовался «NP-FW50»)
- Увеличенный корпус (как у Sony A65)
- Съемка видео в формате Full HD прогрессивная развёртка со скоростью до 60 кадров в секунду со сжатием в H.264 (у Sony A55 — не более 30 кадров и с чересстрочной развёрткой).

## Комплект поставки
Sony SLT-A57 предлагается в 4-x основных вариантах комплектации:
- без объектива («SLT-A57»),
- с объективом DT 18-55mm F/3.5-5.6 SAM («SLT-A57K»),
- с объективами DT 18-55mm F/3.5-5.6 SAM и DT 55-200mm F/4-5.6 SAM («SLT-A57Y»),
- с объективом DT 18-135mm F/3.5-5.6 SAM («SLT-A57M»).

В комплект поставки входят аккумулятор «NP-FM500H», зарядное устройство, USB-кабель, шейный ремень, диск с программным обеспечением (Picture Motion Browser, Image Data Converter SR, Image Data Lightbox SR) и драйверами. В комплект «SLT-A57» входит также крышка байонета.